# Pedro Luque
Pedro Luque est un directeur de la photographie uruguayen né le 20 novembre 1980 à Montevideo en Uruguay.
Il a notamment travaillé sur deux films réalisés par Fede Álvarez (Don't Breathe : La Maison des ténèbres et Millénium : Ce qui ne me tue pas), ainsi qu'en 2023 pour Le Cercle des neiges de Juan Antonio Bayona.

## Biographie
En 2024, il est nommé dans la catégorie du Prix Goya de la meilleure photographie pour le film Le Cercle des neiges de Juan Antonio Bayona.
Il remporte le prix lors de la 38e cérémonie des Goyas.

## Filmographie

### Directeur de la photographie

#### Cinéma

##### Longs métrages
- 2006 : Palabras verdaderas de Ricardo Casas
- 2007 : La matinée de Sebastián Bednarik (documentaire)
- 2008 : Hit de Claudia Abend et Adriana Loeff (documentaire)
- 2009 : El cuarto de Leo de Enrique Buchichio
- 2010 : The Silent House (La Casa Muda) de Gustavo Hernández
- 2010 : Miss Tacuarembó de Martín Sastre
- 2013 : Relocos y repasados de Manuel Facal
- 2014 : Desiree de Ross Clarke
- 2014 : ABCs of Death 2 (segment "E")
- 2014 : Dios Local de Gustavo Hernández
- 2014 : High Five de Manuel Facal
- 2016 : Don't Breathe : La Maison des ténèbres (Don't Breathe) de Fede Álvarez
- 2016 : O Silêncio do Céu de Marco Dutra
- 2016 : The Watcher de Ryan Rothmaier
- 2018 : Extinction de Ben Young
- 2018 : Double mortel (Look Away) de Assaf Bernstein
- 2018 : Millénium : Ce qui ne me tue pas (The Girl in the Spider's Web) de Fede Álvarez
- 2019 : Jacob's Ladder de David M. Rosenthal
- 2020 : Body Cam de Malik Vitthal
- 2020 : Antebellum de Gerard Bush et Christopher Renz
- 2021 : Don't Breathe 2 de Rodo Sayagues

##### Courts métrages
- 2004 : Redrat
- 2006 : Hobby Metal
- 2007 : Noche fría
- 2007 : El cuarto del fondo
- 2008 : Matrioshka
- 2008 : De cero a cien
- 2009 : El hombre muerto
- 2009 : Ataque de Pánico
- 2012 : La Mujer Rota
- 2014 : Mateo

#### Télévision
- 2011 : Adicciones, épisode Cocaína
- 2015 : El hipnotizador, épisodes O Colecionador de Dias et A Fita Amarela
- 2019 : Swamp Thing, épisode pilote
- 2020 : Penny Dreadful: City of Angels (3 épisodes)
- 2020 : Social Distance, épisode #1.2